# Alexander Melville Bell

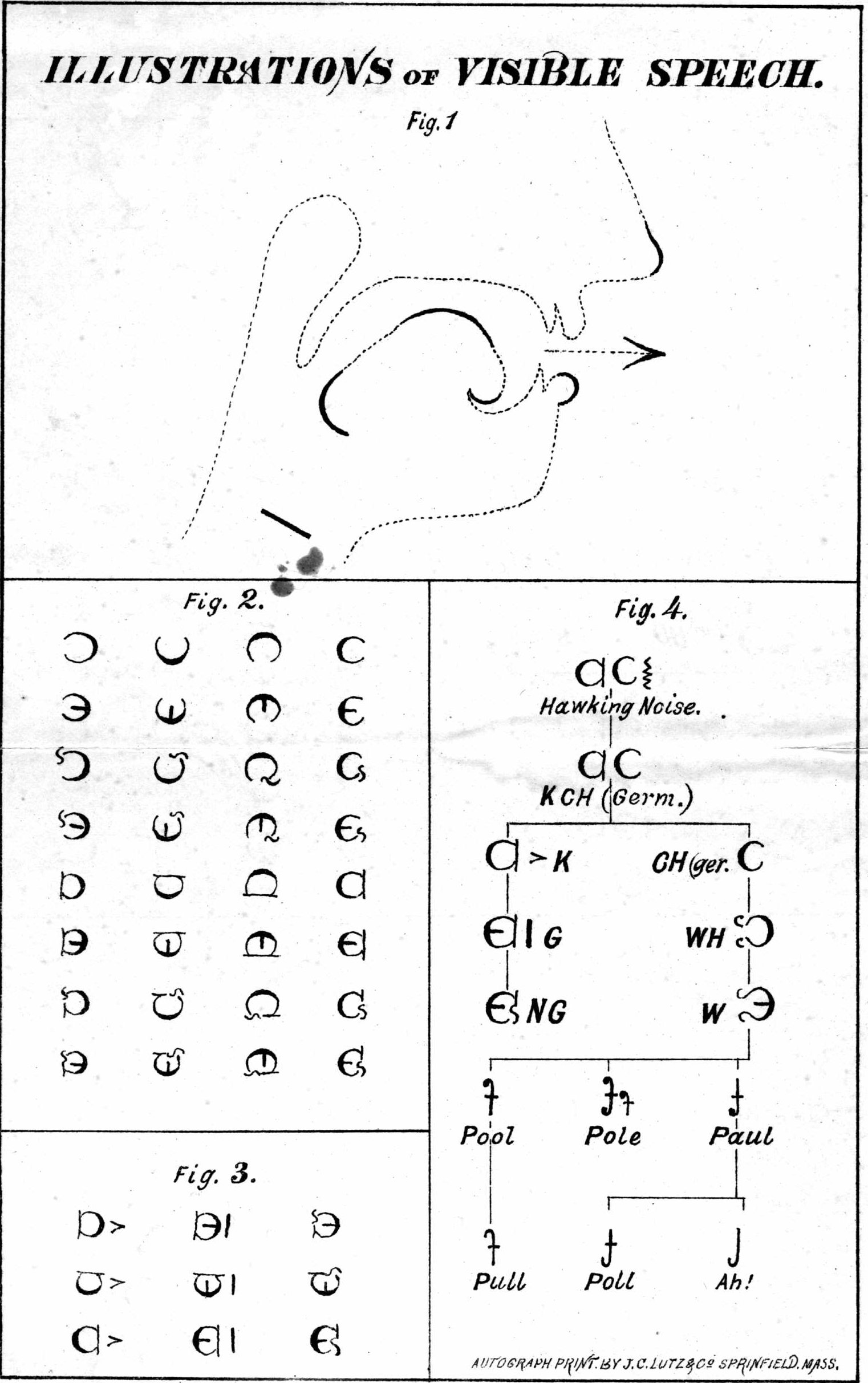
Ilustracja z Visible Speech

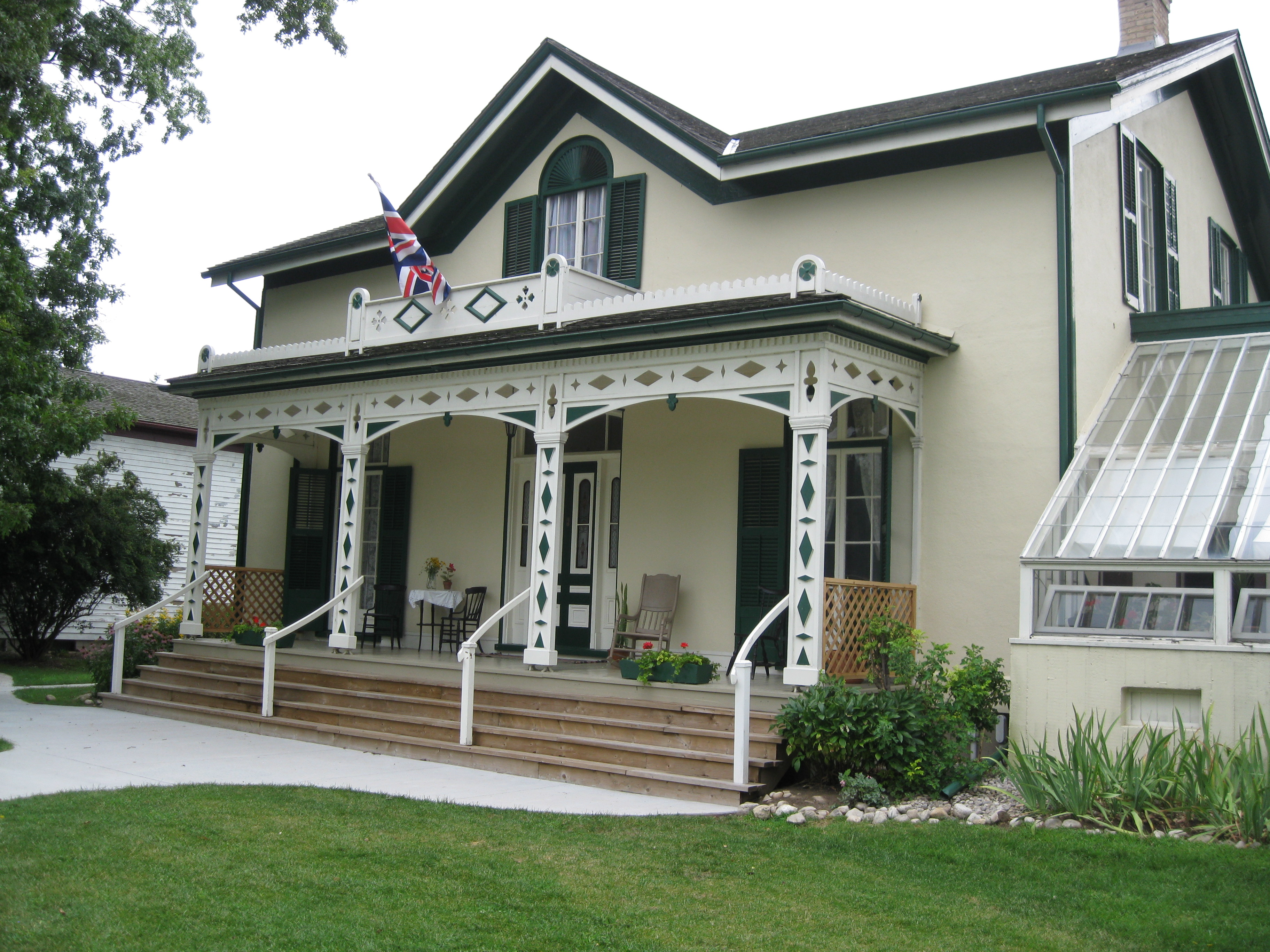
Dom Bellów w kanadyjskim Brantford – muzeum Alexandra Grahama Bella

Alexander Melville Bell (ur. 1 marca 1819 w Edynburgu, zm. 7 sierpnia 1905 w Waszyngtonie) – szkocki fonetyk, specjalista w dziedzinach ortoepii i elokucji.
Opracował obrazkowy system pisma dla transkrypcji fonetycznej, tzw. Visible Speech, ukazujący pozycje gardła, języka i ust przy produkcji dźwięków, wykorzystywany w nauczaniu mowy osób głuchoniemych.
Ojciec Alexandra Grahama Bella.

## Życiorys
Alexander Melville Bell urodził się 1 marca 1819 roku w Edynburgu. Pierwsze nauki pobierał w domu u ojca Alexandra Bella (1790–1865), specjalisty w zakresie fonetyki i zaburzeń mowy. W 1834 roku Alexander Bell przeprowadził się wraz z Alexandrem Melvillem do Londynu. Alexander Melville pracował jako asystent sukiennika, a w 1838 roku wyjechał do Nowej Fundlandii w celach zdrowotnych. Zamieszkał w domu przyjaciela rodziny w St John’s i pracował jako urzędnik w firmie wysyłkowej. Jednocześnie prowadził terapie według metod swojego ojca dla osób dotkniętych jąkaniem. W 1842 roku powrócił do Londynu, gdzie zaczął prowadzić badania nad fizjologią narządów mowy.
W latach 1843–1865 Alexander Melville Bell wykładał na uniwersytecie w Edynburgu. W 1844 roku Bell poślubił Elizę Grace Symonds, portrecistkę. Bellowie mieli trzech synów: Melville’a Jamesa – nazywanego „Mellym” (1845–1870), Alexandra Melville’a – nazywanego „Aleckiem” (ur. 1847) i Edwarda Charlesa – nazywanego „Tedem” (1848–1867.). Melville James i Edward zmarli na gruźlicę.
Alexander Melville Bell opracował obrazkowy system pisma dla transkrypcji fonetycznej, tzw. Visible Speech, ukazujący pozycje gardła, języka i ust przy produkcji dźwięków. System ten był wykorzystywany w nauczaniu mowy osób głuchoniemych.
W latach 1865–1870 Bell był wykładowcą na University of London. W 1868 roku, a także w 1870 i 1871, prowadził wykłady w Lowell Institute w Bostonie. W 1870 roku Bellowie wyjechali do Kanady, gdzie zamieszkali w Brantford. Do decyzji o wyjeździe przyczynił się pogarszający się stan zdrowia syna Alexandra. W Kanadzie Alexander Melville Bell wykładał w Queen’s College (późniejszym Queen’s University) w Kingston.
W 1881 roku przeniósł się z żoną do Waszyngtonu, gdzie poświęcił się edukacji osób głuchoniemych przy użyciu Visible Speech. Po śmierci Elizy ożenił się ponownie z Harriet G. Shiebly. Bell zmarł 7 sierpnia 1905 w Waszyngtonie.

## Publikacje
- The Art of Reading, 1845[2]
- Principles of Speech and Elocution, 1849[1]
- Steno-Phonography, 1852[5]
- Letters and Sounds, 1858[5]
- The Standard Elocutionist, 1860 – razem z bratem Davidem Charlesem Bellem[5]
- Principles of Speech and Dictionary of Sounds, 1863[5]
- Visible Speech: The Science of Universal Alphabetics, 1867[5]
- Sounds and their Relations, 1881[5]
- Lectures on Phonetics, 1885[5]
- World English: the Universal Language, 1888[5]
- A Popular Manual of Visible Speech and Vocal Physiology, 1889[5]
- The Science of Speech, 1897[5]
- The Fundamentals of Elocution, 1899[5]